# Halla församling, Strängnäs stift
Halla församling var en församling i Strängnäs stift och i Nyköpings kommun i Södermanlands län. Församlingen uppgick 1995 i Vrena församling.

## Administrativ historik
Församlingen har medeltida ursprung. 
Församlingen var till 1 augusti 1938 moderförsamling i pastoratet Halla och Vrena för att därefter till 1962 vara annexförsamling i pastoratet Bettna, Vrena och Halla. Från 1962 till 1977 var den annexförsamling i pastoratet Stigtomta, Nykyrka, Halla och Bärbo, från 1977 till 1995 annexförsamling i pastoratet Stigtomta, Nykyrka, Halla, Bärbo, Husby-Oppunda och Vrena. Församlingen uppgick 1995 i Vrena församling.

## Kyrkor
- Halla kyrka